# 태평양 전쟁 국립 역사 공원

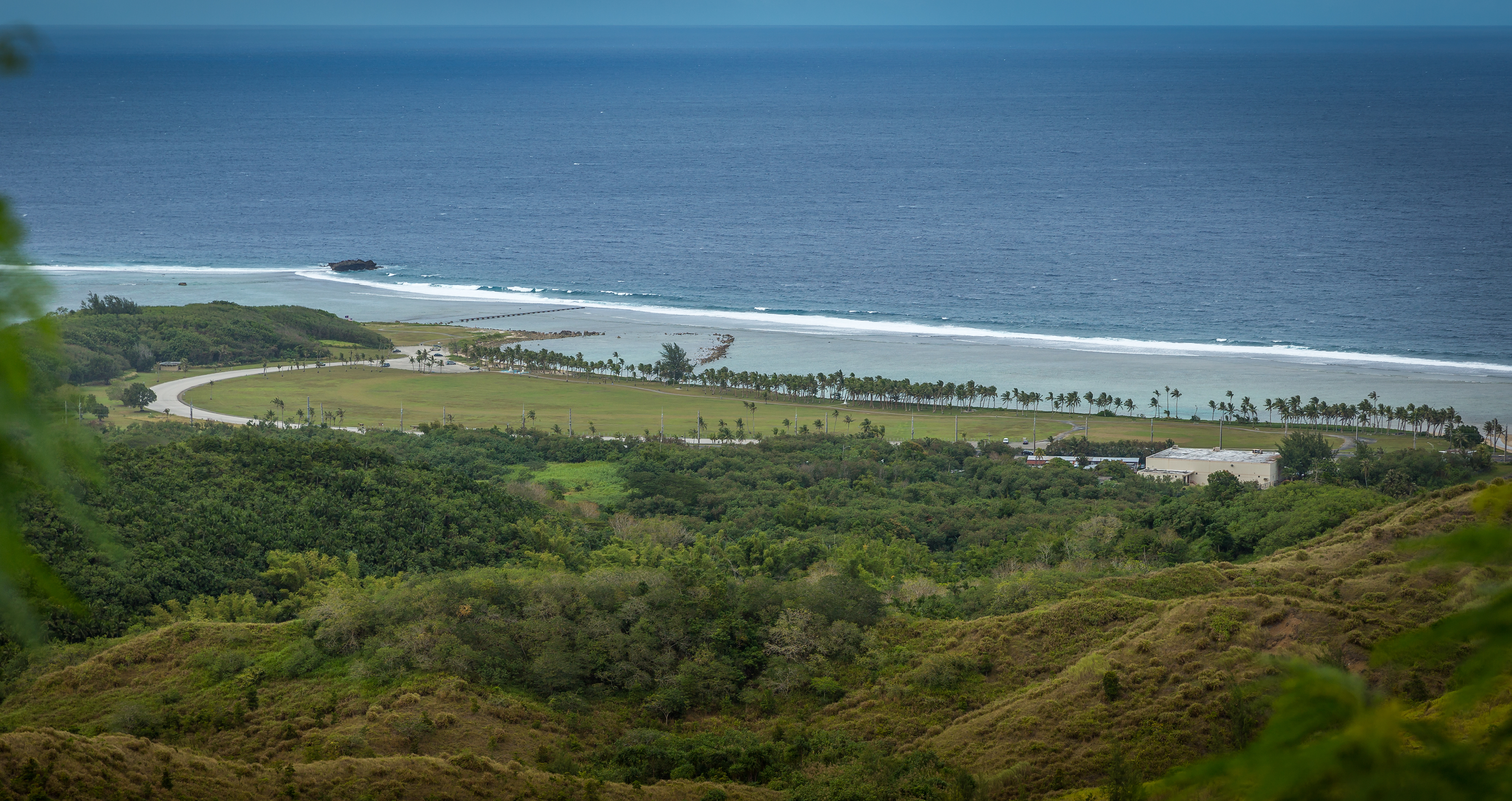

태평양 전쟁 국립 역사 공원(War in the Pacific National Historical Park)은 미국 괌 영토의 여러 부대로 이루어진 보호 지역으로, 제2차 세계 대전 태평양 전구에 참여한 인원을 기리기 위해 1978년 8월 18일 설립되었다. 미국 국립공원관리청 가운데 독특한 이 공원은 태평양 전구에 참가한 용맹한 사람들과 희생된 사람들을 기린다.
제2차 세계 대전 중에 괌은 1941년 일본의 군사에 의해 포획되어 4년간 점유되었으며 1944년 미국인들에 의해 해방되었다. 이 공원은 과거의 전쟁터, 포상(砲床), 참호, 동굴, 역사 구조물이 포함된다.
2011년 기준 방문자 수는 482,319명이다.